# Cloroprè
El cloroprè és el nom comú del compost orgànic 2-clorobutan-1,3-diè, que té la fórmula molecular CH2=CCl-CH=CH2 o C4H5Cl. Aquest compost incolor i líquid és el monòmer per a la producció del polímer policloroprè, un tipus de cautxú sintètic. El policloroprè és més conegut com a neoprè, nom comercial que li va donar DuPont que el desenvolupà i el comercialitza actualment.

## Producció
La síntesi moderna del cloroprè per part de tots els fabricants es produeix en tres etapes a partir d'1,3-butadiè:
- cloració
- isomerització d'una part del corrent de producte
- deshidrocloració de 3,4-diclorobut-1-è.

El clor s'afegeix a 1,3-butadiè per produir una barreja de 3,4-diclorobut-1-è i 2,3-diclorobut-2-è. L'isòmer 2,3-clor posteriorment isomeritza a 3,4 isòmer, que al seu torn es tracta amb una base per induir la deshidrocloració de 2-clorobutan-1,3-diè. Aquesta deshidrohalogenació implica la pèrdua d'un àtom d'hidrogen en la posició 3 i l'àtom de clor en la posició 4 formant d'aquesta manera un doble enllaç entre els carbonis 3 i 4 de la molècula obtenint cloroprè. El 1983, aproximadament 2.000.000 kg van ser produïts d'aquesta manera. La principal impuresa en cloroprè preparat d'aquesta manera és 1-clorobutan-1,3-diè, que separa generalment per destil·lació.

### Procés d'acetilè
Fins a la dècada de 1960, el cloroprè es produïa mitjançant la síntesi acetilènica, que va ser el model de la síntesi original de vinilacetilè. En aquesta síntesi, l'acetilè és dimeritzat per donar acetilè de vinil, que es combina a continuació amb clorur d'hidrogen per donar 4 -clor-1,2-butadiè (un derivat d'alè), que en presència de clorur cuprós, reorganitza a la 2-clorobutan-1,3-diè: 
HC≡C-CH=CH₂ + HCl → H₂C=C=CH-CH₂Cl
H₂C=C=CH-CH₂Cl → H₂C=CCl-CH=CH₂
Aquest procés requereix molta energia i té alts costos d'inversió. A més, l'acetilè de vinil intermèdia és inestable. Aquest "procés d'acetilè" ha estat reemplaçat per un procés que afegeix Cl₂ a un dels dobles enllaços en butan-1,3-diè en lloc, i posterior eliminació produeix HCl, així com de cloroprè.

## Usos i aplicacions
A causa de les seves propietats d'alta resistivitat mecànica, resistivitat davant la intempèrie, aïllant de la calor i l'electricitat i els agents químics el cloroprè (o neoprè en forma polimèrica, la qual és impermeable i flexible) és usat per a: 
- Fabricar amortidors exposats al sol.
- Fabricar i/o revestir canonades destinades a transportar productes químics que desgastin la canonada.
- Revestir cables elèctrics.
- Corretges dels ventiladors dels vehicles.
- Vestimenta en esports aquàtics, per aïllar la persona de l'aigua i mantenir-ne la temperatura.
- Làmina de globus aerostàtics.[1]